# Oostenrijk op het Eurovisiesongfestival 2021
Oostenrijk nam deel aan het Eurovisiesongfestival 2021 in Rotterdam, Nederland. Het was de 53ste deelname van het land aan het Eurovisiesongfestival. ORF was verantwoordelijk voor de Oostenrijkse bijdrage voor de editie van 2021.

## Selectieprocedure
Nadat het Eurovisiesongfestival 2020 werd geannuleerd vanwege de COVID-19-pandemie, maakte de Oostenrijkse openbare omroep reeds op 26 maart 2020 bekend dat het ook in 2021 zou deelnemen aan het Eurovisiesongfestival. Vincent Bueno, die enkele maanden eerder intern was geselecteerd om zijn vaderland te vertegenwoordigen op het Eurovisiesongfestival 2020, werd door de omroep wederom voorgedragen voor deelname aan de komende editie van het festival.
Het nummer waarmee hij naar Rotterdam zou afzakken werd op 10 maart 2021 gepresenteerd aan het grote publiek. Het kreeg als titel Amen.

## In Rotterdam
Oostenrijk trad aan in de tweede halve finale, op donderdag 20 mei 2021. Vincent Bueno was als vijfde van zeventien acts aan de beurt, net na Stefania uit Griekenland en gevolgd door Rafał uit Polen. Oostenrijk eindigde uiteindelijk op de twaalfde plaats met 66 punten, en wist zich zo niet te plaatsen voor de finale.
1957 · 1958 · 1959 · 1960 · 1961 · 1962 · 1963 · 1964 · 1965 · 1966 · 1967 · 1968 · 1969-1970 · 1971 · 1972 · 1973-1975 · 1976 · 1977 · 1978 · 1979 · 1980 · 1981 · 1982 · 1983 · 1984 · 1985 · 1986 · 1987 · 1988 · 1989 · 1990 · 1991 · 1992 · 1993 · 1994 · 1995 · 1996 · 1997 · 1998 · 1999 · 2000 · 2001 · 2002 · 2003 · 2004 · 2005 · 2006 · 2007 · 2008-2010 · 2011 · 2012 · 2013 · 2014 · 2015 · 2016 · 2017 · 2018 · 2019 · 2020 · 2021 · 2022 · 2023 · 2024 · 2025
Albanië · Australië · Azerbeidzjan · België · Bulgarije · Cyprus · Denemarken · Duitsland · Estland · Finland · Frankrijk · Georgië · Griekenland · Ierland · IJsland · Israël · Italië · Kroatië · Letland · Litouwen · Malta · Moldavië · Nederland · Noord-Macedonië · Noorwegen · Oekraïne · Oostenrijk · Polen · Portugal · Roemenië · Rusland · San Marino · Servië · Slovenië · Spanje · Tsjechië · Verenigd Koninkrijk · Zweden · Zwitserland